# Chung kết Cúp FA 1999
Trận Chung kết Cúp FA 1999 là một trận chung kết bóng đá diễn ra vào ngày 22 tháng 5 năm 1999 tại Sân vận động Wembley, London nước Anh. Nhà vô địch là Manchester United, đội bóng này đã đánh bại Newcastle United với tỷ số 2–0 trên Sân vận động Wembley. Các bàn thắng được ghi bởi tiền đạo Teddy Sheringham ở phút thứ 11, sau khi vào sân thay Roy Keane hai phút trước đó và bàn còn lại được ghi bởi tiền vệ Paul Scholes ở phút thứ 53. Đây là chiến thắng lịch sử cho Câu lạc bộ Manchester United khi họ hoàn tất cú ăn ba, sau khi đăng quang chức vô địch Ngoại hạng Anh mùa bóng 1998-99 cuối tuần trước và đăng quang UEFA Champions League mùa bóng 1998-99 vào thứ tư tuần sau.

## Đường đến Wembley
| Manchester United | Manchester United | Vòng    | Newcastle United      | Newcastle United |
| Đối thủ           | Tỷ số             | Vòng    | Đối thủ               | Tỷ số            |
| ----------------- | ----------------- | ------- | --------------------- | ---------------- |
| Middlesbrough (H) | 3–1               | Vòng 3  | Crystal Palace (H)    | 2–1              |
| Liverpool (H)     | 2–1               | Vòng 4  | Bradford City (H)     | 3–0              |
| Fulham (H)        | 1–0               | Vòng 5  | Blackburn Rovers (H)  | 0–0              |
| Fulham (H)        | 1–0               | Vòng 5  | Blackburn Rovers (A)  | 1–0              |
| Chelsea (H)       | 0–0               | Vòng 6  | Everton (H)           | 4–1              |
| Chelsea (A)       | 2–0               | Vòng 6  | Everton (H)           | 4–1              |
| Arsenal (N)       | 0–0               | Bán kết | Tottenham Hotspur (N) | 2–0              |
| Arsenal (N)       | 2–1               | Bán kết | Tottenham Hotspur (N) | 2–0              |

## Chi tiết trận đấu
| Manchester United            | 2–0    | Newcastle United |
| ---------------------------- | ------ | ---------------- |
| Sheringham 11' · Scholes 53' | Report |                  |

| Manchester United | Newcastle United |

| GK                      | 1  | Peter Schmeichel     |  |     |
| RB                      | 2  | Gary Neville         |  |     |
| CB                      | 4  | David May            |  |     |
| CB                      | 5  | Ronny Johnsen        |  |     |
| LB                      | 12 | Phil Neville         |  |     |
| RM                      | 7  | David Beckham        |  |     |
| CM                      | 16 | Roy Keane (c)        |  | 9'  |
| CM                      | 18 | Paul Scholes         |  | 78' |
| LM                      | 11 | Ryan Giggs           |  |     |
| CF                      | 9  | Andy Cole            |  | 60' |
| CF                      | 20 | Ole Gunnar Solskjær  |  |     |
| Không sử dụng:          |    |                      |  |     |
| GK                      | 17 | Raimond van der Gouw |  |     |
| DF                      | 6  | Jaap Stam            |  | 78' |
| MF                      | 15 | Jesper Blomqvist     |  |     |
| FW                      | 10 | Teddy Sheringham     |  | 9'  |
| FW                      | 19 | Dwight Yorke         |  | 60' |
| Huấn luyện viên trưởng: |    |                      |  |     |
| Alex Ferguson           |    |                      |  |     |

| GK                      | 13 | Steve Harper     |    |     |
| RB                      | 38 | Andy Griffin     |    |     |
| CB                      | 34 | Nikos Dabizas    |    |     |
| CB                      | 16 | Laurent Charvet  |    |     |
| LB                      | 4  | Didier Domi      |    |     |
| RM                      | 7  | Rob Lee          |    |     |
| CM                      | 12 | Dietmar Hamann   | 5' | 46' |
| CM                      | 11 | Gary Speed       |    |     |
| LM                      | 24 | Nolberto Solano  |    | 68' |
| CF                      | 14 | Temur Ketsbaia   |    | 79' |
| CF                      | 9  | Alan Shearer (c) |    |     |
| Không sử dụng:          |    |                  |    |     |
| GK                      | 1  | Shay Given       |    |     |
| DF                      | 2  | Warren Barton    |    |     |
| MF                      | 10 | Silvio Marić     |    | 68' |
| MF                      | 17 | Stephen Glass    |    | 79' |
| FW                      | 20 | Duncan Ferguson  |    | 46' |
| Huấn luyện viên trưởng: |    |                  |    |     |
| Ruud Gullit             |    |                  |    |     |

| Cầu thủ xuất sắc nhất trận đấu - Teddy Sheringham (Manchester United) Điều khiển trận đấu - Trợ lý trọng tài: - Philip Sharp (Hertfordshire) - Dave Babski (Lincolnshire) - Trọng tài thứ tư: Mike Riley (West Yorkshire) | Quy định trận đấu - 90 phút - 30 phút hiệp phụ - Sút luân lưu phân định thắng thua - 5 cầu thủ dự bị trong đó tối đa thay 3 cầu thủ |

## Thống kê trận đấu
| Thông số               | Manchester United | Newcastle United |
| ---------------------- | ----------------- | ---------------- |
| Tổng cú sút            | 15                | 11               |
| Tổng cú sút trúng đích | 4                 | 3                |
| Đá phạt góc            | 4                 | 4                |
| Phạm lỗi               | 12                | 18               |
| Việt vị                | 2                 | 2                |
| Số thẻ vàng            | 0                 | 1                |
| Số thẻ đỏ              | 0                 | 0                |